# Alfred Vierling

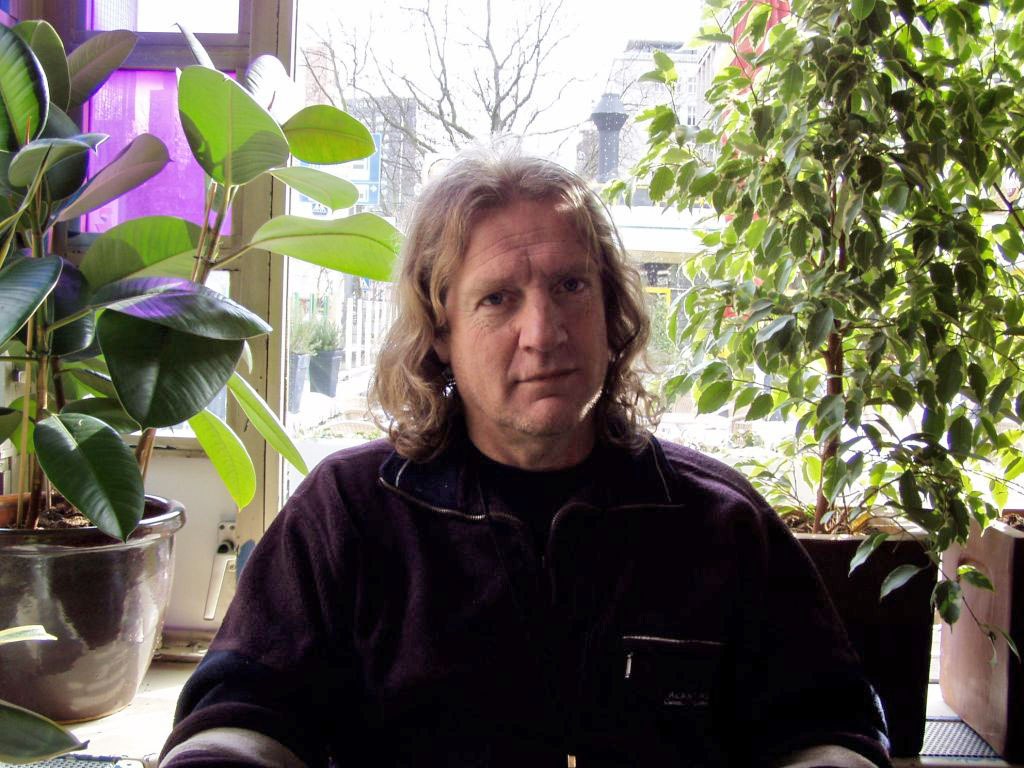
Alfred Vierling im Jahr 2005

Alfred Vierling (* 3. Juli 1949 in Voorburg) ist ein niederländischer politischer Aktivist. Er war ein bekanntes Mitglied der niederländischen Zentrumspartei (Centrumpartij), der niederländischen Zentrumsdemokraten (Centrum Democraten (CD)) und des niederländischen Blocks (Nederlands Blok).
Vierling war im Jahr 1984 CD-Spitzenkandidat im Europawahlkampf. Seine Zentrumdemokratenliste erhielt 134.877 Stimmen (2,55 %), nicht genug für einen Sitz.
1990 wurde er in den Gemeinderat von Schiedam gewählt, musste seinen Sitz jedoch aufgeben, da er dort nicht wohnte.